# Carlo Romano
Pour les articles homonymes, voir Romano.
Carlo Romano   né à Livourne le 8 mai 1908 et mort à Rome le 16 octobre 1975 est un acteur, doubleur et scénariste italien .

## Biographie
Carlo Romano est apparu dans  94 films entre 1934 et 1975. Il a écrit le scénario de 14 films entre 1955 et 1975. Il a assuré le doublage « voix italienne  » de  Don Camillo joué par Fernandel et de l'acteur Edward Andrews.

## Filmographie partielle
- 1936 : Il re Burlone d'Enrico Guazzoni
- 1938 : Sous la Croix du Sud (Sotto la croce del sud) de Guido Brignone
- 1940 : Il capitano degli ussari de Sándor Szlatinay
- 1941 : Scampolo de Nunzio Malasomma
- 1942 : Oro nero d'Enrico Guazzoni
- 1942 : Quatre Pas dans les nuages (Quattro passi tra le nuvole) d'Alessandro Blasetti
- 1942 : Fra' Diavolo de Luigi Zampa
- 1943 : Ho tanta voglia di cantare de Mario Mattoli
- 1945 : La casa senza tempo de Andrea Della Sabbia
- 1946 : L'adultera de Duilio Coletti
- 1950 : Les Feux du music-hall (Luci del varietà) d'Alberto Lattuada et Federico Fellini
- 1951 : Arrivano i nostri de Mario Mattoli
- 1953 : Un dimanche romain  (La domenica della buona gente) de  Anton Giulio Majano
- 1953 : Les Vitelloni (I vitelloni) de Federico Fellini
- 1953 : Fermi tutti... arrivo io! de Sergio Grieco
- 1954 : Accadde al commissariato de Giorgio Simonelli
- 1954 : Larmes d'amour (Lacrime d'amore) de Pino Mercanti
- 1959 : Les Loups dans l'abîme (Lupi nell'abisso) de Silvio Amadio
- 1960 : Messaline (titre original : Messalina, Venere imperatrice) de  Vittorio Cottafavi
- 1976 : Monsieur Rossi cherche le bonheur  (Il signor Rossi cerca la felicità ) de  Bruno Bozzetto